# Giannis Milios

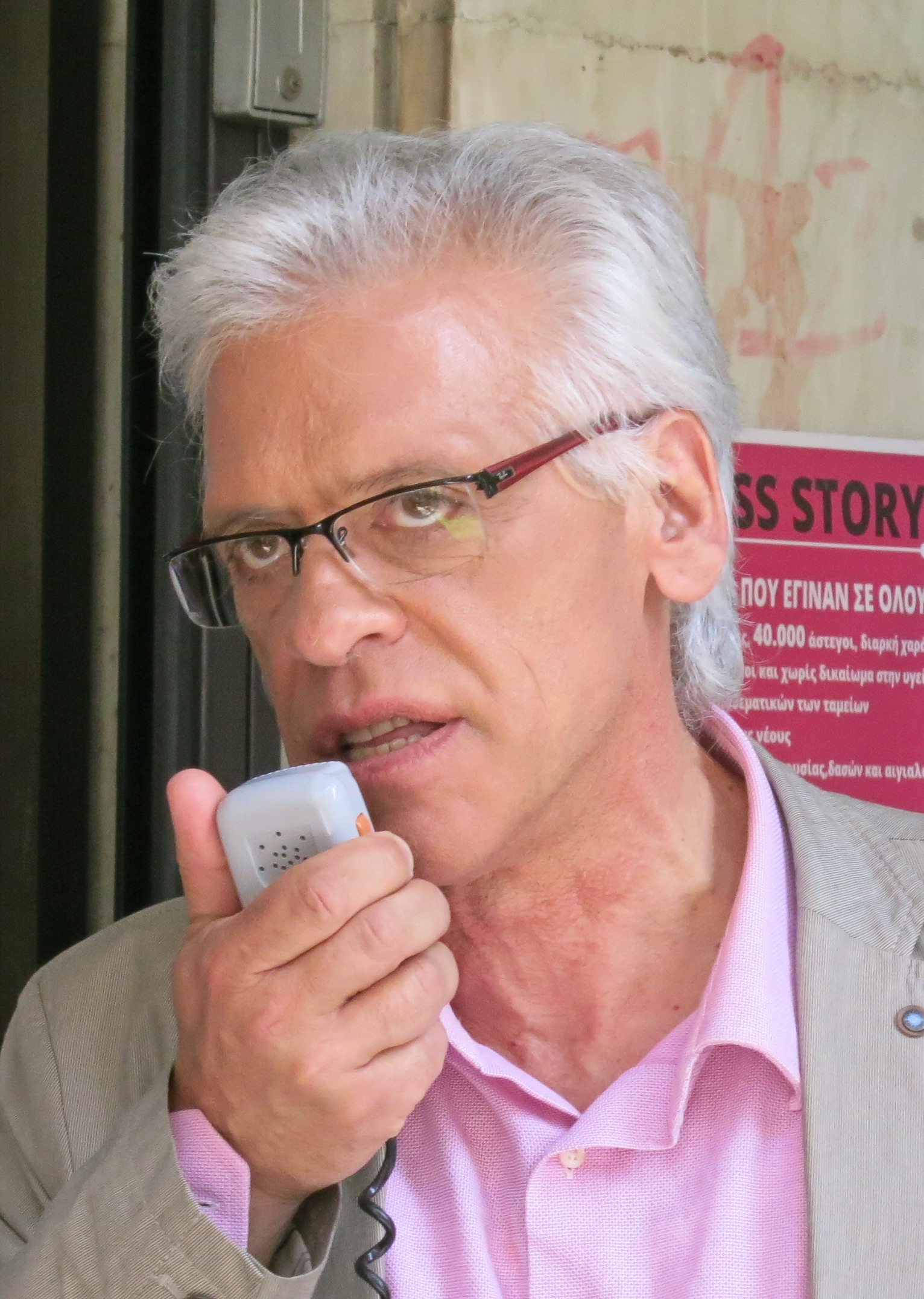
Giannis Milios

Giannis Milios (griechisch Γιάννης Μηλιός, der Vorname wird auch als John, Jean, Jannis, Yannis oder Yiannis wiedergegeben, * 1952 in Athen) ist ein griechischer Ökonom.

## Leben
Milios absolvierte von 1971 bis 1976 ein Maschinenbaustudium an der TU Darmstadt. Danach setzte er sein Studium in diesem Fach an der Nationalen Technischen Universität Athen fort, wo er 1981 promoviert wurde. Von 1985 bis 1988 schloss sich ein Studium der Wirtschaftswissenschaften an der Universität Osnabrück an, das er ebenfalls mit der Promotion abschloss.
1982 gründete er mit anderen die Vierteljahreszeitschrift „Thesen“ (gr. Θέσεις), die sich mit Fragen der Wirtschafts- und Staatstheorie befasst und die er bis heute leitet. Seine zahlreichen Veröffentlichungen beschäftigen sich mit ökonomischer Theorie und dem Marxismus.
Milios ist Professor an der Nationalen Technischen Universität Athen und gilt als einer der führenden marxistischen Ökonomen des Landes. Politisch ging er aus der KKE Esoterikoú (KP Inland), einer eurokommunistischen Abspaltung der Kommunistischen Partei Griechenlands, hervor und wurde zu einem der führenden Wirtschaftspolitiker der Partei SYRIZA. Syriza – 2004 bis 2012 ein Wahlbündnis linker Kleinparteien und seitdem eine Partei – gewann die Parlamentswahl am 25. Januar 2015. Der Parteivorsitzende Alexis Tsipras wurde griechischer Ministerpräsident. Viele erwarteten, dass Milios Wirtschaftsminister werden würde. Tsipras berief jedoch Yanis Varoufakis, später Efklidis Tsakalotos zum Finanzminister.
Milios kritisierte seit Februar 2015 die griechische Regierungspolitik. Ende März schied als Chefökonom aus und wurde nicht für das Politische Sekretariat, ein hochrangiges Syriza-Gremium, nominiert.

## Sonstiges
Milios zitiert gerne das lateinische „Omnia sunt communia“ (Alles gehört allen gemeinsam), einen von Thomas Müntzer oft verwendeten Satz.

## Werke (Auswahl)
- Kapitalistische Entwicklung, Nationalstaat und Imperialismus. Der Fall Griechenland. Dissertation, Univ. Osnabrück 1988
- (mit Dimitri Dimoulis; George Economakis): Karl Marx and the Classics. An Essay on Value, Crises and the Capitalist Mode of Production Ashgate, 2002, ISBN 978-0-7546-1798-3.
- (mit D.P. Sotiropoulos): Rethinking Imperialism. A Study of Capitalist Rule. Palgrave-Macmillan, 2009, ISBN 978-0-230-22100-0.
- (mit Dimitris P. Sotiropoulos & Spyros Lapatsioras): A Political Economy of Contemporary Capitalism and its Crisis. Demystifying Finance. Routledge, 2013 + 2015 (ISBN 978-1-138-90111-7).
- (Hg.) 150 years Karl Marx’s “Capital”. Reflections for the 21st century. Rosa Luxemburg Stiftung, 2018.
- The Origins of Capitalism as a Social System. The Prevalence of an Aleatory Encounter. London and New York: Routledge, 2018.
  - deutschsprachige Ausgabe: Eine zufällige Begegnung in Venedig. Die Entstehung des Kapitalismus als Gesellschaftssystem. Übersetzt von Britta Grell, Dietz Verlag, Berlin 2021, ISBN 978-3-320-02364-5.